# Йоанис Теологитос
Йоанис Теологитос или Теологитис (на гръцки: Ιωάννης Θεολόγητος, Θεολογίτης) е гръцки предприемач и учен от Гръцкото Просвещение.

## Биография
Теологитос е роден в първата половина на XVIII век в западномакедонския град Костур, Османската империя. Завършва висше образование в западноевропейски университет. Занимава се със счетоводство и търговия във Венеция. Автор е на два поучителни трактата, издадени в Лайпциг и Венеция, както и на търговския наръчник „Тимологион“ (Τιμολόγιον, 1766), в който развива нов метод за обмяна на валута.